# Faculdade de Ciências da Saúde

A Faculdade de Ciências da Saúde (FCS) é uma faculdade que lecciona cursos na área da saúde, parte integrante da Universidade da Beira Interior. Situada na cidade portuguesa de  Covilhã, criada em 1998 iniciou atividades letivas em 2001 com o início do curso de Medicina nesta instituição. Está organizada em dois departamentos: O Departamento de Ciências Médicas e o Centro de Investigação em Ciências da Saúde (CICS). O primeiro é responsável pelo ensino, o segundo pela Investigação em Saúde, ambos pela interação com a comunidade. A FCS integra o Centro Académico Clinico das Beiras criado em 2018.

## Ensino

### Licenciaturas (1.º Ciclo)
- Licenciatura em Ciências Biomédicas
- Licenciatura em Optometria - Ciências da Visão

### Mestrados (2.º Ciclo e Integrados)
- Mestrado Integrado em Medicina
- Mestrado Integrado em Ciências Farmacêuticas
- Mestrado em Ciências Biomédicas
- Mestrado em Gerontologia

### Diplomas de Formação Avançada (3.º Ciclo)
- 3º Ciclo em Bioquímica
- 3º Ciclo em Biomedicina
- 3º Ciclo em Medicina

### Programas Doutorais
- Biomedicina
- Ciências Farmacêuticas
- Medicina

## Núcleos de Estudantes
Os alunos dos cursos da FCS estão organizados ao nível da Associação Académica da Universidade da Beira Interior (AAUBI) em núcleos de estudantes que os representam:
- MEDUBI - Medicina
- BIOMEDUBI - Ciências Biomédicas
- UBIPHARMA - Ciências Farmacêuticas
- NEOUBI - Optometria

## Tunas
- TUNA-MU'S - Tuna Médica da Universidade da Beira Interior
- C'A TUNA AOS SALTOS - Tuna Médica Feminina da Universidade da Beira Interior